# Ditaxis macrantha
Ditaxis macrantha là một loài thực vật có hoa trong họ Đại kích. Loài này được Pax & K.Hoffm. mô tả khoa học đầu tiên năm 1914.